# 埃丝梅·菲瑟
埃丝梅·菲瑟（荷蘭語：Esmee Visser，荷蘭語發音：[ɛsˈmeː ˈvɪsər]，1996年1月26日—），生于南荷兰省莱顿，荷兰女子速度滑冰运动员，曾在阿姆斯特丹自由大学修读药学。她在北荷兰省拜因斯多尔普长大，后来为了练习滑冰而在海伦芬居住一年半。她通常每周训练26个小时。